# Superpuchar Polski 2024
La Supercoppa di Polonia 2024 è stata la 33ª edizione della Superpuchar Polski e si è svolta il 2 aprile 2025. A contendersela sono stati il Jagiellonia, vincitore del campionato, e il Wisła Cracovia vincitore della coppa nazionale.
Il Jagiellonia ha conquistato il trofeo per la seconda volta nella sua storia battendo il Wisła Cracovia per 1-0.

## Le squadre
| Squadre        | Qualificazione                           | Partecipazioni precedenti (il grassetto indica la vittoria) |
| -------------- | ---------------------------------------- | ----------------------------------------------------------- |
| Jagiellonia    | Vincitrice della Ekstraklasa 2023-2024   | 1 (2010)                                                    |
| Wisła Cracovia | Vincitrice della Puchar Polski 2023-2024 | 5 (1999, 2001, 2004, 2008, 2009)                            |

## Antefatti
L'incontro era stato inizialmente previsto dalla PZPN il 7 luglio 2024. Tuttavia, venne deciso di posticipare a data da definire la gara di Supercoppa visto che in quel periodo entrambe le squadre erano prossime ad affrontare i turni preliminari delle competizioni europee. Venne successivamente proposta come nuova data il 7 dicembre 2024 ma il Presidente del Jagiellonia, Wojciech Pertkiewicz, rifiutò subito l'idea poiché la sua squadra aveva in programmata una partita di campionato il giorno seguente. La Supercoppa si sarebbe dunque tenuta nel 2025 con febbraio come possibile mese della sfida fra le due squadre. Il Presidente della PZPN, Cezary Kulesza, dichiarò che alle squadre venne proposte di giocare la Supercoppa all'estero, indicando Miami, negli Stati Uniti d'America, come possibile sede della sfida.
Nel marzo del 2025, l'allenatore del Jagiellonia annunciò che la Supercoppa si sarebbe giocata il 2 aprile successivo allo Stadio municipale di Białystok, teatro delle partite casalinghe della sua squadra, ma il Presidente del Wisła Cracovia, Jarosław Królewski, annunciò di non aver mai ricevuto una comunicazione ufficiale sulla data ed il luogo della gara. La PZPN dichiarò che la possibilità di giocare la Supercoppa il 2 aprile sarebbe dipesa dalla disponibilità delle due squadre, specialmente per il Jagiellonia in quanto occupato nella UEFA Conference League. Il 7 marzo, la PZPN ufficializzò l'incontro per il 2 aprile successivo con il fischio d'inizio alle 21:00 allo Stadio municipale di Białystok. Tuttavia, il 21 marzo seguente venne annunciato che la finale non si sarebbe disputata a Białystok ma bensì allo Stadio nazionale di Varsavia.

## Tabellino
| Arbitro: | Przybył (Kluczbork) |

|            |           |  |
| Villar 14’ | Marcatori |  |

| Jagiellonia | Wisła Cracovia |

| P                 | 50 | Sławomir Abramowicz       |     |     |
| D                 | 44 | João Moutinho             |     |     |
| D                 | 24 | Enzo Ebosse 36’           |     |     |
| D                 | 72 | Mateusz Skrzypczak        |     |     |
| D                 | 15 | Norbert Wojtuszek         |     |     |
| C                 | 11 | Jesús Imaz                | 74’ |     |
| C                 | 6  | Taras Romanczuk           |     |     |
| C                 | 31 | Leon Flach                |     | 66’ |
| A                 | 21 | Darko Čurlinov            |     | 66’ |
| A                 | 10 | Afimico Pululu            |     | 77’ |
| A                 | 20 | Miki Villar               |     | 77’ |
| A disposizione:   |    |                           |     |     |
| P                 | 1  | Maksymilian Stryjek       |     |     |
| D                 | 5  | Cezary Polak              |     |     |
| D                 | 3  | Dušan Stojinović          |     |     |
| D                 | 82 | Tomás Silva               |     |     |
| C                 | 20 | Edi Semedo                |     |     |
| C                 | 66 | Jarosław Kubicki          |     | 66’ |
| A                 | 9  | Lamine Diaby-Fadiga       | 90’ | 77’ |
| C                 | 80 | Oskar Pietuszewski        |     | 77’ |
| A                 | 99 | Kristoffer Normann Hansen |     | 66’ |
| Allenatore:       |    |                           |     |     |
| Adrian Siemieniec |    |                           |     |     |

| P               | 28 | Patryk Letkiewicz   |     |     |
| D               | 4  | Rafał Mikulec       |     |     |
| D               | 97 | Wiktor Biedrzycki   |     |     |
| D               | 6  | Alan Uryga          |     |     |
| D               | 25 | Bartosz Jaroch      |     |     |
| C               | 99 | James Igbekeme      |     | 80’ |
| C               | 88 | Marko Poletanović   |     | 58’ |
| C               | 10 | Frederico Duarte    | 75’ | 80’ |
| C               | 19 | Olivier Sukiennicki |     | 73’ |
| C               | 77 | Ángel Baena         |     | 58’ |
| A               | 99 | Łukasz Zwoliński    |     |     |
| A disposizione: |    |                     |     |     |
| P               | 1  | Kamil Broda         |     |     |
| D               | 26 | Igor Łasicki        |     |     |
| D               | 30 | Giannis Kiakos      |     |     |
| C               | 8  | Marc Carbó          |     | 80’ |
| C               | 41 | Kacper Duda         |     | 58’ |
| C               | 56 | Filip Baniowski     |     |     |
| A               | 13 | Tamás Kiss          |     | 58’ |
| A               | 17 | Jesús Alfaro        |     | 73’ |
| A               | 51 | Maciej Kuziemka     |     | 80’ |
| Allenatore:     |    |                     |     |     |
| Mariusz Jop     |    |                     |     |     |

Regole dell'incontro
- due tempi regolamentari da 45 minuti ciascuno;
- tiri di rigore in caso di parità; inizialmente cinque per squadra, e a oltranza fino a spareggio in caso di ulteriore parità;
- numero massimo di 20 giocatori per squadra a referto (11 in campo e 9 come potenziali sostituti);
- cinque sostituzioni permesse nei tempi regolamentari.